# Conseil européen des 25 et 26 juin 1990
La réunion du Conseil européen des 25 et 26 juin 1990 est principalement consacrée à la situation à l'Est, à l'éventualité d'une aide économique à l'URSS, aux modalités de l'unification allemande et à l'Union politique de l'Europe.
Cette réunion du Conseil revêt un caractère historique particulier en ce qu'elle définit les orientations structurantes en entrée des travaux de la Conférence intergouvernementale sur l'Union politique qui se réunira à partir du 14 décembre 1990 et aboutira à la signature le 7 février 1992 du traité de Maastricht, constitutif de l'Union européenne, entré en vigueur le 1er novembre 1993,.

## Contexte politique
L'enjeu principal de ce Conseil européen, le troisième en six mois, est d'avancer concrètement sur le projet d'Union politique présenté par la France et l'Allemagne lors du précédent Conseil du 28 avril qui suscite des réserves chez plusieurs des Douze, au premier rang desquels le Royaume-Uni.
L'évolution de la situation en Allemagne, en Europe de l'Est et en Union soviétique constitue l'autre enjeu majeur de ce Conseil européen. Les douze chefs d'Etat et de gouvernement de la Communauté européenne sont plutôt favorables au principe d'une aide économique à l'Union soviétique, mais n'ont pu se mettre d'accord sur la mise en oeuvre et les modalités de cette aide.
Les Douze ne parviennent pas à un accord sur tous les sujets inscrits à l'ordre du jour de cette réunion et renvoient au deuxième semestre 1990  la décision sur des mesures concrètes d'aide économique à l'URSS et sur le siège du Parlement européen.

## Conclusions
Les Conclusions, publiées à l'issue de la réunion, comportent après des propos introductifs, trois volets principaux consacrés respectivement aux progrès réalisés sur la voie de l'Union européenne, aux progrès dans les domaines concernant l'Europe des citoyens, et aux relations extérieures. Elles sont complétées par huit annexes, dont la première décrit en détail les orientations structurantes retenues pour l'Union politique et dont la deuxième est une déclaration circonstanciée de la Communauté sur l'environnement.

### Introduction
Dans la droite ligne du précédent Conseil européen du 28 avril, les propos instructifs des Conclusions confirment que le Conseil européen est convenu d'intensifier le processus engagé pour transformer I'ensemble des relations entre États membres en une Union europeenne dotée des moyens d'action nécessaires, en avançant en parallèle sur la mise en œuvre intégrale de l'Acte unique européen, sur l'Union économique et monétaire, et sur l'Union politique. 

### Progrès réalisés sur la voie de l'Union européenne
Les Conclusions portent sur quatre sujets :
- Le Conseil fait le point sur la mise en œuvre de l'Acte unique européen ;
- Le Conseil constate que la premiere étape de !'Union economique et monetaire entrera en vigueur le 1er juillet 1990 et qu'un large accord se dégage sur les étapes suivantes. Dans ces conditions, le Conseil « a décidé que la Conférence intergouvernementale s'ouvrira le 14 decembre 1990 en vue de fixer les étapes fmales de !'Union économique et monétaire dans la perspective de I' achèvement du Marché interieur et dans le contexte de la cohesion économique et sociale. La Conférence devrait achever ses travaux rapidement en vue de la ratification de ses résultats par les États membres avant la fin de 1992 » ;
- Le Conseil a pris acte de !'accord intervenu en vue de la convocation d'une conférence intergouvernementale sur l'Union politique en vertu de !'article 236[note 1] du Traité [instituant la Communauté économique européenne]. La conference s'ouvrira le 14 décembre 1990. Elle adoptera son propre ordre du jour et conclura rapidement ses travaux dans la perspective d'une ratification de ses résultats par les États membres avant la fin de 1992 ;
- Concernant l'unification allemande, le Conseil se félicite  « de la conclusion du traité d'État interallemand qui facilitera et accélérera !'intégration du territoire de la République démocratique allemande dans la Communauté ».

### Progrès dans les domaines concernant l'Europe des citoyens
Le Conseil européen « souligne que la promotion des droits, des libertés et du bien-être de chaque citoyen était l'un des objectifs fondamentaux de !'intégration européenne », et met l'accent sur « l'importance d'une Europe des citoyens qui cherche à assurer à tous ses ressortissants les avantages de la Communauté et à leur en faire prendre conscience de manière directe et pratique ».
Dans le domaine de la politique environnementale, le Conseil adopte la declaration figurant à I'annexe II des Conclusions, qui expose les lignes directrices de !'action future.
Les autres domaines abordés durant le Conseil et figurant dans les Conclusions sont : la libre circulation des personnes, la drogue et le crime organisé, l'antisémitisme, le racisme et la xénophobie, 

### Relations extérieures
Les trois questions principales examinées par le Conseil en matière de relations extérieures sont la situation économique en URSS, l'évolution de la situation politique en Europe centrale et orientale, et la CSCE.
Le Conseil soutient au plan du principe « la réforme politique et éconornique engagée par le President Gorbatchev et marque son soutien aux efforts deployés par !'Union soviétique pour s'acheminer vers un système démocratique et une économie de marché ». Faute d'un accord sur les modalités d'une aide concrète que l'UE accorderait à l'Union soviétique, le Conseil demande à la Commission européenne « d'élaborer d'urgence des propositions portant sur les crédits a court terme et le soutien à apporter à plus long terme aux réformes structurelles ».
Concernant les anciennes démocraties populaires du bloc de l'Est, les Conclusions réaffirment que l'objectif des Douze est « l'établissement [dans les pays d'Europe centrale et orientale] d'une démocratie pluraliste, fondée sur la primauté du droit, le plein respect des droits de l'homme et les principes de I'économie orientée vers le marché ».
Le Conseil européen « réaffirme l'importance du rôle joué par la CSCE dans le processus de changement en Europe ». Le prochain sommet des États membres de la CSCE, qui doit se tenir à Paris en novembre 1990, « revêt une importance exceptionnelle » et devrait permettre de « définir le rôle décisif que jouera la CSCE dans I'architecture future de l'Europe et dans l'élaboration d'un nouvel ensemble de relations entre les États participants, fondées sur les principes de l'acte final d'Helsinki ».

### Annexe I: Union politique
L'Annexe I des Conclusions synthétise le résultat des travaux menés depuis le Conseil d'avril 1990 concernant la définition du cadre général de l'Union politique et l'identification des questions clés qu'elle soulève.

### Annexe II: Déclaration sur l'environnement
L'Annexe II des Conclusions définit le cadre général de la politique de l'environnement de la Communauté. Cette déclaration liste une série de problèmes environnementaux majeurs auxquels la planète est confrontée et définit la nature des responsabilités et des engagements d'action que la Communauté veut prendre pour y répondre.